# Message (家入レオの曲)
「Message」（メッセージ）は、家入レオの楽曲。彼女の4枚目のシングルとして2013年5月22日にビクターエンタテインメントから発売された。
家入にとって、高校卒業後初となる新曲。同年3月17日に赤坂BLITZで行われたワンマンツアー追加公演でアンコール時に初披露された。前向きなメッセージの込められたミディアムチューンナンバーで、家入は「弱さを絆にするのではなく、明日へ向かって一緒に歩いていきたいという思いで作りました」と話している。
本曲はTBS系テレビドラマ『確証〜警視庁捜査3課』主題歌に起用された。同作主演の高橋克実は、本曲を「週始めの月曜日に聞くと『今週もがんばろう』と思える曲」と評している。

## CDシングル
CDシングルは初回限定盤A・Bおよび通常盤の3種が発売された。各盤には赤坂BLITZ公演のライブ音源のそれぞれ異なる曲がカップリング曲として収録されている。また初回限定盤AとBにはDVDが付属し、AのものにはPVおよびメイキング画像、Bのものには赤坂BLITZ公演ライブのダイジェスト映像がそれぞれ収録される。

### 収録曲
初回限定盤A
| 全作詞: 家入レオ。 |                                                      |          |                   |                             |      |
| #                  | タイトル                                             | 作詞     | 作曲              | 編曲                        | 時間 |
| 1.                 | 「Message」                                          | 家入レオ | 家入レオ/西尾芳彦 | 鈴木Daichi秀行/三輪コウダイ | 3:31 |
| 2.                 | 「Wake you up」                                      | 家入レオ | 家入レオ/西尾芳彦 | 三輪コウダイ                | 3:30 |
| 3.                 | 「心のカ・タ・チ (Live at AKASAKA BLITZ 2013.3.17)」 | 家入レオ | 西尾芳彦          | 木島靖夫                    | 4:33 |
| 4.                 | 「Message (Instrumental)」                           | 家入レオ |                   |                             | 3:31 |
| 5.                 | 「Wake you up (Instrumental)」                       | 家入レオ |                   |                             | 3:27 |

初回限定盤B
| 全作詞: 家入レオ、全作曲: 家入レオ/西尾芳彦。 |                                                |          |                   |          |      |
| #                                             | タイトル                                       | 作詞     | 作曲・編曲        | 編曲     | 時間 |
| 1.                                            | 「Message」                                    | 家入レオ | 家入レオ/西尾芳彦 |          | 3:31 |
| 2.                                            | 「Wake you up」                                | 家入レオ | 家入レオ/西尾芳彦 |          | 3:30 |
| 3.                                            | 「ミスター (Live at AKASAKA BLITZ 2013.3.17)」 | 家入レオ | 家入レオ/西尾芳彦 | 木島靖夫 | 4:30 |
| 4.                                            | 「Message (Instrumental)」                     | 家入レオ | 家入レオ/西尾芳彦 |          | 3:31 |
| 5.                                            | 「Wake you up (Instrumental)」                 | 家入レオ | 家入レオ/西尾芳彦 |          | 3:27 |

通常盤
| 全作詞: 家入レオ、全作曲: 家入レオ/西尾芳彦。 |                                                |          |                   |          |      |
| #                                             | タイトル                                       | 作詞     | 作曲・編曲        | 編曲     | 時間 |
| 1.                                            | 「Message」                                    | 家入レオ | 家入レオ/西尾芳彦 |          | 3:31 |
| 2.                                            | 「Wake you up」                                | 家入レオ | 家入レオ/西尾芳彦 |          | 3:30 |
| 3.                                            | 「サブリナ (Live at AKASAKA BLITZ 2013.3.17)」 | 家入レオ | 家入レオ/西尾芳彦 | 木島靖夫 | 4:06 |
| 4.                                            | 「キミだけ (Live at AKASAKA BLITZ 2013.3.17)」 | 家入レオ | 家入レオ/西尾芳彦 | 木島靖夫 | 4:13 |
| 5.                                            | 「Message (Instrumental)」                     | 家入レオ | 家入レオ/西尾芳彦 |          | 3:31 |
| 6.                                            | 「Wake you up (Instrumental)」                 | 家入レオ | 家入レオ/西尾芳彦 |          | 3:27 |